# Harry Glancy
Harry Glancy (n. 17 septembrie 1904, Bens Run⁠(d), Comitatul Tyler, Virginia de Vest, Virginia de Vest, SUA – d. 22 septembrie 2002, Orleans Parish⁠(d), Louisiana, SUA) a fost un înotător american, medaliat olimpic. A participat la o ediție a Jocurilor Olimpice (1924) în care a câștigat două medalii de aur.